# Фаббро, Данте
Данте Фаббро (англ. Dante Fabbro; род. 20 июня 1998, Кокуитлам, Британская Колумбия, Канада) — канадский хоккеист, защитник клуба НХЛ «Коламбус Блю Джекетс».

## Клубная карьера
В 2013 году был задрафтован командой «Сиэттл Тандербёрдз» из западной хоккейной лиги в первом раунде под общим восьмым номером. Однако, за «Тандербёрдз» он не провёл ни одного матча так как решил играть в хоккейной лиге Британской Колумбии за команду «Пентиктон Вис». В 2016 году был выбран на драфте НХЛ командой «Нэшвилл Предаторз» в первом раунде под общим семнадцатым номером. С 2016 по 2019 года играл за Университет Бостона. 27 марта 2019 года подписал контракт новичка с «Нэшвилл Предаторз». Первую игру в НХЛ провел 30 марта против «Коламбус Блю Джекетс», а первый гол забил 6 апреля Кэму Уорду из «Чикаго Блэкхокс».
10 ноября 2024 года был помещён «Нэшвиллом» на драфт отказов, откуда его забрали «Коламбус Блю Джекетс».

## Международная карьера
Неоднократно вызывался в сборную Канады на юниорском уровне. В 2019 году участвовал в Чемпионате мира, который проходил в Словакии. В 9 матчах забил гол и отдал две передачи. Стал серебряным призёром.